# Віктоліно
Віктоліно (біл. вёска Віктоліна) — село в складі Крупського району Мінської області, Білорусь. Село підпорядковане Бобрській сільській раді, розташоване в східній частині області.